# 大铁十字星章

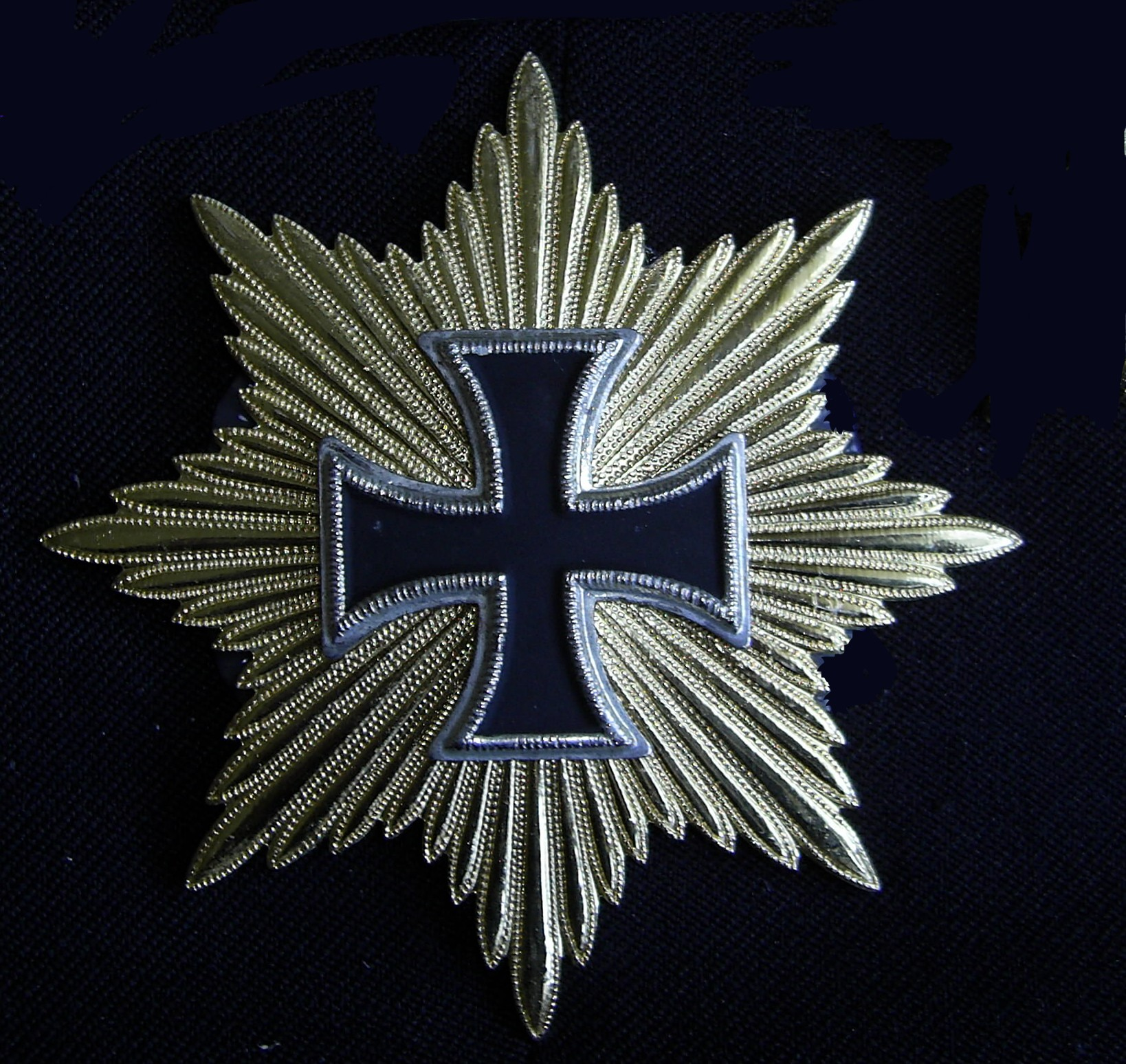
大铁十字星章

大铁十字星章（德語：Stern zum Großkreuz des Eisernen Kreuzes）是普鲁士王国和德意志帝国設立的最高级军事勋奖。
大铁十字星章只颁给为普鲁士王国和之后的德意志帝国立下了最卓越功勋的将军级别军人。该勋章只颁发给过两人，两次颁发相隔一个多世纪。第一次是在1815年，格布哈德·莱贝雷希特·冯·布吕歇尔元帅因在滑铁卢战役中指挥普军与其他反法同盟军队协力击败拿破仑一世而获颁该章；第二次是在1918年3月25日，保罗·冯·兴登堡元帅因在一战中指挥德军的皇帝會戰而获颁该章。